# Arthur von Gaudy
Arthur Karl Wilhelm Woldemar von Gaudy (* 13. Mai 1842 in Frankfurt (Oder); † 22. Februar 1924) war ein preußischer Generalleutnant.

## Leben

### Herkunft
Arthur von Gaudy war ein Sohn des preußischen Premierleutnants Woldemar von Gaudy (1807–1844) und dessen Ehefrau Wilhelmine, geborene Ehrenberg († 1891). Der preußische Generalleutnant Friedrich von Gaudi war sein Großvater (1765–1823).

### Militärkarriere
Gaudy besuchte das Gymnasium in seiner Heimatstadt sowie die Kadettenhäuser in Potsdam und Berlin. Anschließend wurde er am 6. März 1860 als Sekondeleutnant dem Kaiser Franz Garde-Grenadier-Regiment Nr. 2 der Preußischen Armee überwiesen und von Dezember 1863 bis Oktober 1865 als Kompanieoffizier an die Unteroffizierschule in Jülich kommandiert. Während des Deutschen Krieges erfolgte 1866 eine Verwendung beim Ersatz-Bataillon seines Stammregiments und nach dem Friedensschluss stieg er Ende Oktober 1866 zum Premierleutnant auf. Im Krieg gegen Frankreich nahm Gaudy im August 1870 als Führer der 4. Kompanie an der Schlacht bei Gravelotte teil. Dabei wurde er durch einen Schuss in die rechte Schulter schwer verwundet und für sein Wirken mit dem Eisernen Kreuz II. Klasse ausgezeichnet.
Nach seiner Genesung avancierte er am 5. Januar 1871 zum Hauptmann und Kompaniechef. In dieser Stellung zeichnete ihn sein Regimentschef Kaiser Franz Joseph I. mit dem Ritterkreuz des Leopold-Ordens sowie mit dem Orden der Eisernen Krone III. Klasse aus. Am 18. Februar 1882 erfolgte seine Beförderung zum überzähligen Major. Als solcher trat Gaudy Mitte Juni 1883 zum Regimentsstab über, bevor er am 15. November 1883 zum Bataillonskommandeur ernannt wurde. Ab dem 18. August 1888 war er im Stab des Königin Elisabeth Garde-Grenadier-Regiments Nr. 3 tätig und stieg in dieser Eigenschaft einen Monat später zum Oberstleutnant auf. Daran schloss sich am 15. Dezember 1890 unter Beförderung zum Oberst eine Verwendung als Kommandeur des Infanterie-Regiments „von Winterfeldt“ (2. Oberschlesisches) Nr. 23 in Neiße an. Am 7. Juli 1894 beauftragte man Gaudy unter Stellung à la suite seines Regiments zunächst mit der Führung der 8. Infanterie-Brigade in Gnesen und ernannte ihn am 12. September 1894 als Generalmajor zum Kommandeur dieses Großverbandes. Er erhielt den Roten Adlerorden II. Klasse mit Eichenlaub und wurde am 20. Mai 1896 in Genehmigung seines Abschiedsgesuches mit der gesetzlichen Pension zur Disposition gestellt.
Kaiser Wilhelm II. verlieh ihm nach seiner Verabschiedung am 11. Januar 1899 den Charakter als Generalleutnant. Außerdem wurde Gaudy am 11. Januar 1909 die Erlaubnis zum Tragen der Uniform des Kaiser Franz Garde-Grendier-Regiments Nr. 2 erteilt.